# Holland Rodenová
Holland Rodenová, nepřechýleně Holland Roden (* 7. října 1986 Dallas, Texas, USA) je americká herečka, známá zejména díky roli Lydie v seriálu Vlčí mládě.

## Život
Holland Rodenová se narodila v texaském Dallasu. Pochází z lékařské rodiny a tři a půl roku studovala na zdravotní škole kardiochirurgii. Školy se vzdala pro herectví.

## Kariéra
Rodenová se objevila v několika televizních seriálech: Kriminálka Las Vegas, Odložené případy, Ztraceni, Tráva, Myšlenky zločince, Chirurgové nebo 12 Miles of Bad Road. V roce 2008 získala roli Skylar ve filmu Bravo Girls: Bojovat až do konce. V roce 2013 se objevila v hororovém snímku House of Dust.
V roce 2011 získala roli Lydie Martinové v televizním seriálu stanice MTV Vlčí mládě. V seriálu hraje po boku Tylera Poseyho, Dylana O'Briena, Tylera Hoechlina a Crystal Reedové.
V březnu 2019 byla obsazena do hlavní role Sienny Zellinger v seriálu Jane the Novela, spin-offu seriálu Jane the Virgin.

## Osobní život
Od května 2014 Rodenová tvořila pár s dalším hercem seriálu Vlčí mládě Maxem Carverem. Dvojice se rozešla v roce 2016.

## Filmografie
| Rok  | Název                              | Role               | Poznámky            |
| ---- | ---------------------------------- | ------------------ | ------------------- |
| 2004 | Consideration                      | Angela             | krátkometrážní film |
| 2004 | Back at the Ranch                  | Dawn Leatherwood   | krátkometrážní film |
| 2009 | Bravo Girls: Bojovat až do konce   | Skyler             |                     |
| 2011 | Charlie Brown: Blockhead's Revenge | Peppermint Patty   | krátkometrážní film |
| 2011 | Morning Love                       | Dívka              | krátkometrážní film |
| 2013 | House of Dust                      | Gabby              |                     |
| 2015 | Cry of Fear                        | Lydia              |                     |
| 2016 | Fluffy                             | Leah Feeney        | krátkometrážní film |
| 2020 | Follow Me                          | Erin Isaacs        |                     |
| 2021 | Úniková hra: Turnaj šampiónů       | Rachel Ellis       |                     |
| 2021 | Ted Bundy: American Boogeyman      | Kathleen McChesney |                     |
| 2023 | Teen Wolf: The Movie               | Lydia Martin       |                     |

| Rok       | Název                | Role                  | Poznámky                                                 |
| --------- | -------------------- | --------------------- | -------------------------------------------------------- |
| 2007      | Kriminálka Las Vegas | Kira Dellinger        | díl: „Sbohem a šáteček“                                  |
| 2008      | 12 Miles of Bad Road | Bronwyn               | díly: „Collateral Verbiage“, „Tremors“ a „Texas Stadium“ |
| 2008      | Ztraceni             | Emily Locke           | díl: „Chata uprostřed džungle“                           |
| 2008      | Odložené případy     | Miss Gallavan         | díl: „Bruslařka“                                         |
| 2009      | Pushed               | Sascha                |                                                          |
| 2009      | Tráva                | Yogurt Peddler        | nekreditována, díl: „Nádhera, nádhera“                   |
| 2009      | Zpátky do školy      | Dívka                 | díl: „Ekologie“                                          |
| 2010      | Myšlenky zločince    | Rebecca Daniels       | díl: „Tetovaný“                                          |
| 2010      | Událost              | Mladá Violet          | díl: „Loyalty“                                           |
| 2011      | Memphis Beat         | Jill Simon            | díl: „Lost“                                              |
| 2011-2017 | Vlčí mládě           | Lydia Martin          | Hlavní role, 100 dílů                                    |
| 2012      | Chirurgové           | Gretchen Shaw         | díl: „This Magic Moment“                                 |
| 2014      | Fashion Police       | Samu sebe             | díl 9.3                                                  |
| 2015      | Eat Me               | Samu sebe/moderátorka |                                                          |
| 2017      | Lore                 | Bridget Cleary        | díl: „Black Stockings“                                   |
| 2018      | Channel Zero         | Zoe Woods             | hlavní role, 6 dílů                                      |
| 2018      | MacGyver             | Eileen Brennan        | díl: „Revenge + Catacombs + Le Fantome“                  |
| 2019      | Jane the Novela      | Sienna                | neprodaný televizní pilotní díl                          |
| 2021–2022 | Zákon gangu: Mayové  | Erin Thomas           | vedlejší role                                            |